# 蓋氏長尾鬚鯊
蓋氏長尾鬚鯊（學名：Hemiscyllium galei），是天竺鯊科的一種竹鯊，跟亨氏長尾鬚鯊一同在2008年由傑拉德·R·艾倫與馬克·V·埃德曼（Mark V. Erdmann）發現。目前蓋氏長尾鬚鯊是唯一棲息在2至4（6英尺7英寸至13英尺1英寸）呎深度的珊瑚礁的竹鯊，分布在印尼西巴布亞極樂鳥灣。最大可長到56.8公分長。可以通過沿著身體側面（腹部和尾巴之間）七個相對較大的黑點，其深色背鞍邊緣上的白點以及上半身其他零落的白色斑點的組合分開側面。

## 外部連結
- Michael, S. (May 13, 2008). New Epaulette Walking Sharks! （页面存档备份，存于） Retrieved August 30, 2011.